# 西布拉格縣

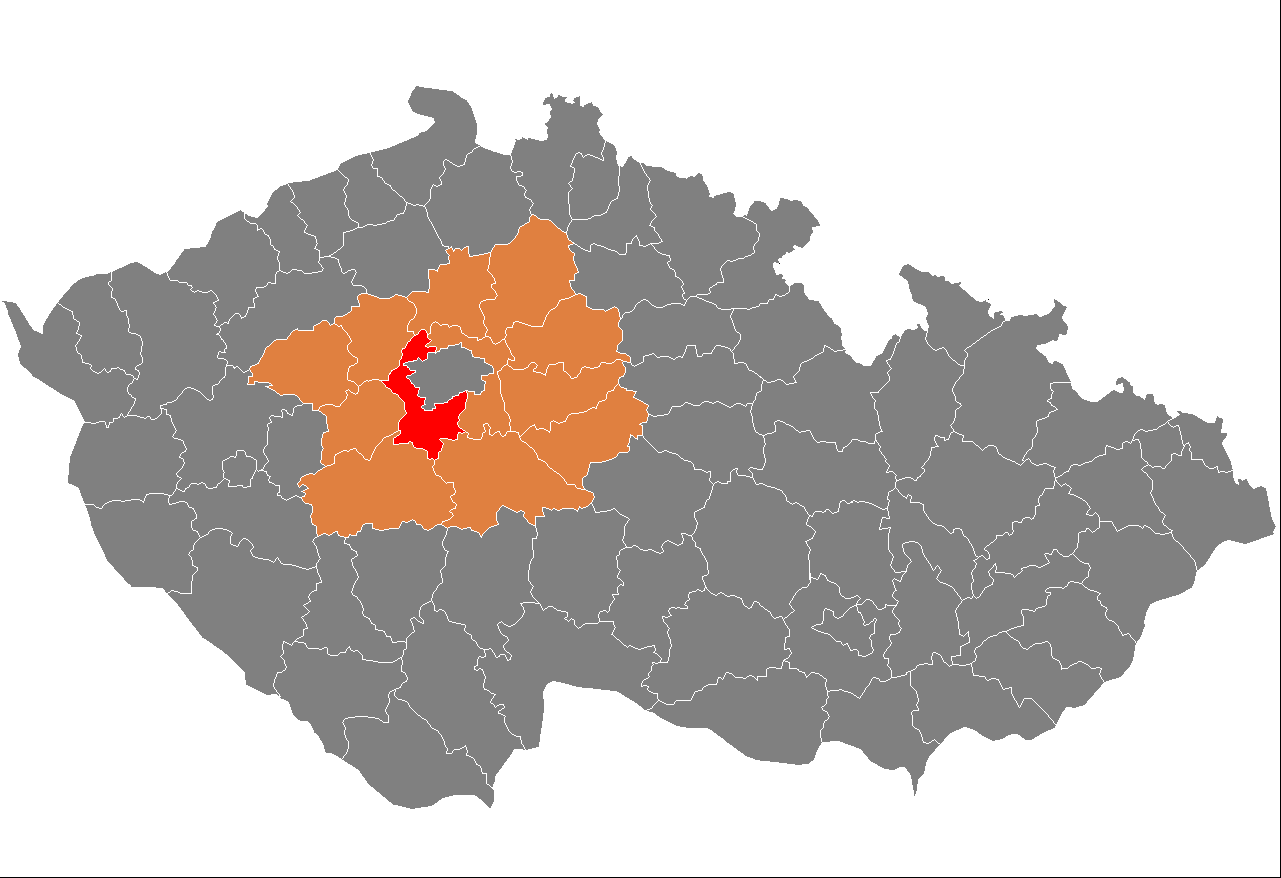

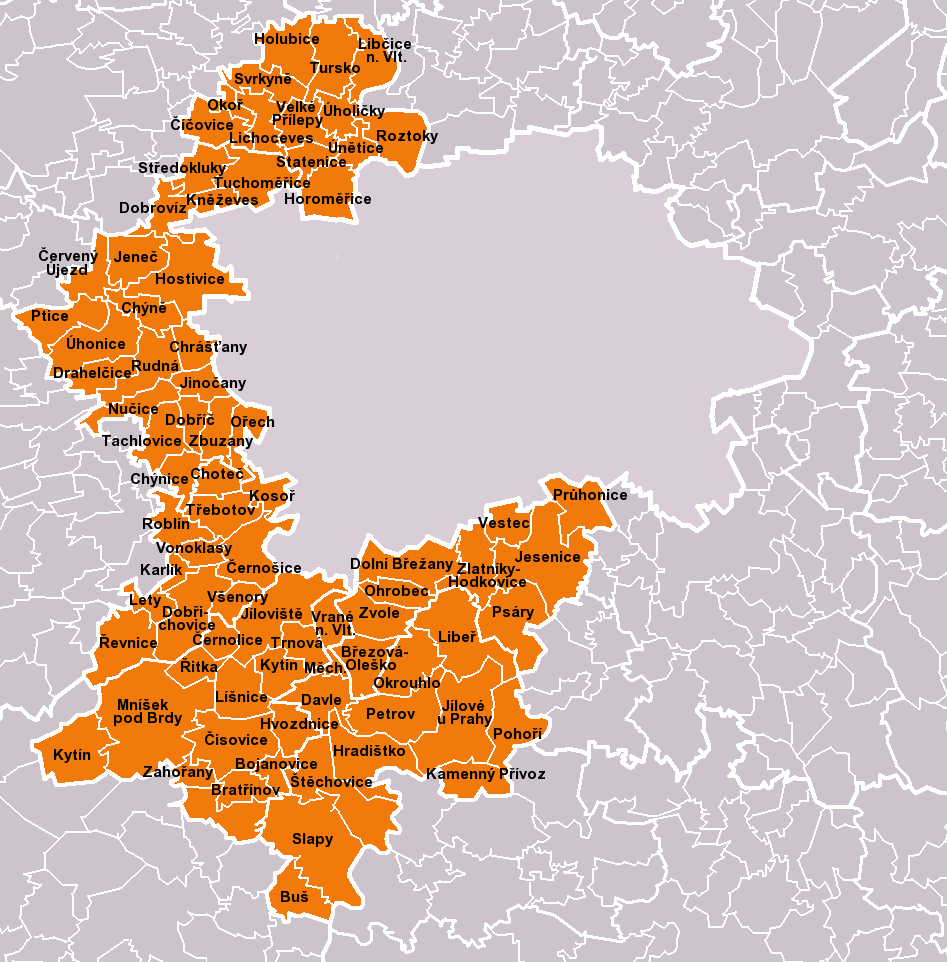

50°5′16″N 14°25′14″E / 50.08778°N 14.42056°E
西布拉格縣（捷克語：Okres Praha-západ），是捷克的縣份，位於該國中部，由中波希米亞州負責管轄，首府設於布拉格，面積581平方公里，2007年人口107,947，人口密度每平方公里186人。